# هال ديفيس (لاعب كرة قدم أمريكية)
هال ديفيس (بالإنجليزية: Hall Davis)‏ هو لاعب كرة قدم أمريكية أمريكي، ولد في 2 مارس 1987 في باتون روج في الولايات المتحدة.

## وصلات خارجية
- هال ديفيس على موقع مرجع كرة القدم المحترفة.كوم (الإنجليزية)